# 大壯
大壮（1987年10月31日—），本名王軒，男，中國大陆流行音乐歌手，中國大陆视频平台陌陌的主播。

## 演艺经历
2016年，大壮进驻陌陌直播平台，以表演唱歌为主。
2017年1月，参加《陌陌直播17惊喜夜》；6月，因演唱歌曲《我們不一樣》而走红；11月，发行歌曲《差一步》。
2018年初，参加《安徽卫视春节联欢晚会》和《山东卫视春节联欢晚会》；7月，参加浙江卫视《2018中国好声音》节目，并成为李健战队六强学员。9月底，参加湖南卫视《幻乐之城》节目录制，与郁可唯合作演出。年底，参加《浙江卫视领跑2019演唱会》。
2019年2月，他参演的首部影视剧作品《失控》在优酷视频播出。

## 争议
2016年，大壮因欠好友李某巨款而遭到对方起诉，其出行、住宿也受到限制。2017年4月，成为网络红人的大壮主动申请还钱，并在规定时间内还清所有欠款，案件得以了结。2019年3月26日，大壮的这一事件被CCTV-12《庭审现场》报道长达三十分钟。